# Anthrenus prudeki
Anthrenus prudeki là một loài bọ cánh cứng trong họ Dermestidae. Loài này được Háva miêu tả khoa học năm 2002.